# William Melling
William Melling (n. 30 noiembrie 1994, Londra) este un actor englez care-l interpretează pe Nigel în seria de filme Harry Potter. A mai apărut în Smack the Pony (1999, un episod), Bâlciul deșertăciunilor (2004) și O lecție de viață (2009).